# چیس ایلی
چیس ایلی (انگلیسی: Chase Ealey؛ زادهٔ ۲۰ ژوئیهٔ ۱۹۹۴) ورزشکار دو و میدانی اهل ایالات متحده آمریکا است.
او در مسابقات کشوری و بین‌المللی در مجموع برندهٔ ۱ مدال برنز شده‌است.